# مکنزی درن
مکنزی درن (انگلیسی: Mackenzie Dern؛ زادهٔ ۲۴ مارس ۱۹۹۳) ورزشکار هنرهای رزمی ترکیبی اهل ایالات متحده آمریکا است.
درن یک رزمی‌کار ترکیبی حرفه‌ای آمریکایی و برزیلی و جوجیتسوکار برزیلی است که در حال حاضر در بخش وزن کاه زنان سازمان یواف‌سی رقابت می‌کند. او یک مبارز سابق شماره ۱ جهان در IBJJF است که در حال حاضر در رتبه ششم در بین بخش‌های زنان قرار دارد. او یک قهرمان جهان ADCC و بدون کمربند مشکی جوجیتسو برزیلی است. از ۸ اکتبر ۲۰۲۴، او در رتبه ششم رتبه‌بندی دسته کاه وزن زنان یواف‌سی قرار دارد.